# Erwtenpuntkogeltje
Het erwtenpuntkogeltje (Didymella pinodes) is een schimmel behorend tot de familie Dothideomycetes. Deze biotrofe parasiet komt voor op kruidachtige planten. Het is besmettelijk voor verschillende soorten, zoals Lathyrus sativus, Lupinus albus, Medicago, Trifolium, Vicia sativa en Vicia articulata en wordt daarom gedefinieerd als een ziekteverwekker met een breed bereik.

## Kenmerken
Symptomen zijn laesies op bladeren, stengels en peulen van planten. De ziekte is moeilijk te onderscheiden van bacterievuur veroorzaakt door Ascochyta pisi, hoewel D. pinodes de agressievere van de twee ziekteverwekkers is.

## Epidemiologie
De ziektecyclus begint met verspreiding van ascosporen, waarna zich snel ontkiemingspycnidia ontwikkelen. Pycnidiasporen die snel worden verspreid door regenspatten zijn verantwoordelijk voor herinfectie over kort afstand. Bijgevolg wordt de productie van pseudothecia geïnitieerd op ouder wordende weefsels. Na regenval komen ascosporen vrij uit de pseudothecia en kunnen door de wind over lange afstanden worden verspreid.

## Verspreiding
Het erwtenpuntkogeltje komt voor in Europa, Noord-Amerika, Zuid-Afrika en Australië. In Nederland komt het uiterst zeldzaam voor. Het staat niet op de rode lijst en is niet bedreigd.